# Musskan Sethi
Musskan Sethi (Hindi मुस्कान सेठी; * 18. September 1995 in Delhi) ist eine indische Schauspielerin.

## Leben und Karriere
Sethi wurde am 18. September 1995 in Delhi geboren. Ihr Debüt gab sie 2017 in dem Film Paisa Vasool. Anschließend war sie 2019 in der Serie Love Sleep Repeat zu sehen. Im selben Jahr bekam sie in dem Film Raagala 24 Gantallo eine Hauptrolle.
2020 trat Sethi in Sayonee. Unter anderem spielte sie 2021 in Maro Prasthanam mit. Außerdem setzte sie 2023 ihre Karriere in Kya Masti Kya Dhoom fort.

## Filmografie
Filme
- 2017: Paisa Vasool
- 2019: High End Yaariyaan
- 2019: Raagala 24 Gantallo
- 2020: Sayonee
- 2021: Radha Krishna
- 2021: Maro Prasthanam
- 2023: Kya Masti Kya Dhoom

Serien
- 2019: Love Sleep Repeat
- 2020: Masaba Masaba